# Coupe du monde de tir à l'arc en salle
La Coupe du monde de tir à l'arc en salle est une compétition organisée depuis 2011 par la World Archery Federation qui se déroule ordinairement tous les ans.
Comme la coupe du monde de tir à l'arc en extérieur, cette compétition a été créée pour promouvoir le tir à l'arc en salle tout au long de l'année.
En 2018, elle est remplacée par les Indoor World Series.

## Format des compétitions
La première session de cette compétition se disputée sur 2 étapes de qualification réparties à Nîmes et à Las Vegas. Depuis la saison de 2012, une étape de qualification à Singapour a été ajoutée. Pour la saison de 2014, une étape de qualification à Marrakech a été ajoutée.
La finale est disputée à Las Vegas par les meilleurs archers des trois étapes précédentes.
Des compétitions sont organisées pour plusieurs catégories :
- Individuelle arc classique pour les hommes et les femmes
- Individuelle arc à poulies pour les hommes et les femmes

Cette compétition respecte les règles du tir en salle et se pratique donc à 18 mètres avec des « trispots » (trois spots alignés ou disposés en triangle, équivalents aux zones centrales du blason de ø40cm).

## Calendrier
La première étape de qualification se déroule généralement au début du mois de décembre de l'année précédant la saison. Par exemple pour la coupe du monde de 2012, l'étape s'est déroulée du 10 au 11 décembre 2011.
L'étape suivante se déroule un mois après la fin de la première et aux alentours du 20 au 22 janvier,.
La dernière compétition à Las Vegas se déroule un mois après la dernière étape de qualification aux alentours du 10 au 12 février. La finale est disputée le lendemain de la dernière étape de qualification,.

## Palmarès
| Année | Lieu (Finale) | Classique hommes        | Classique femmes            | Poulies hommes           | Poulies femmes            |
| ----- | ------------- | ----------------------- | --------------------------- | ------------------------ | ------------------------- |
| 2011  | Las Vegas     | Michele Frangilli (ITA) | Louise Klinge Laursen (DEN) | Reo Wilde (USA)          | Albina Loginova (RUS)     |
| 2012  | Las Vegas     | Brady Ellison (USA)     | Ksenia Perova (RUS)         | Reo Wilde (USA)          | Joanna Chessé (FRA)       |
| 2013  | Las Vegas     | Brady Ellison (USA)     | Jean Sung Eun (KOR)         | Braden Gellenthien (USA) | Andrea Gales (GBR)        |
| 2014  | Las Vegas     | Rick van der Ven (NED)  | Park Se-hui (KOR)           | Sébastien Peineau (FRA)  | Erika Jones (USA)         |
| 2015  | Las Vegas     | Kim Jaeh-yeong (KOR)    | Jo Seung-hyeon (KOR)        | Mike Schloesser (NED)    | Erika Jones (USA)         |
| 2016  | Las Vegas     | Brady Ellison (USA)     | Khatuna Lorig (USA)         | Jesse Broadwater (USA)   | Sarah Sonnichsen (DEN)    |
| 2017  | Las Vegas     | Oh Jin-hyek (KOR)       | Song Ji-yung (KOR)          | Jesse Broadwater (USA)   | Tanja Gellenthien (DEN)   |
| 2018  | Las Vegas     | Han Jae-yeop (KOR)      | Lisa Unruh (GER)            | Jesse Broadwater (USA)   | Alexandra Savenkova (RUS) |
| 2019  | Las Vegas     | Steve Wijler (NED)      | Sim Ye-ji (KOR)             | Kris Schaff (USA)        | Viktoria Balzhanova (RUS) |
| 2020  | Las Vegas     | Florian Unruh (GER)     | Wi Na-yeon (KOR)            | Mike Schloesser (NED)    | Paige Pearce (USA)        |
| 2021  | N/A           | N/A                     | N/A                         | N/A                      | N/A                       |
| 2022  | Las Vegas     | Felix Wieser (GER)      | Penny Healey (GBR)          | Nicolas Girard (FRA)     | Toja Ellison (SVN)        |
| 2023  | Las Vegas     | Steve Wijler (NED)      | Duna Lim (KOR)              | Bodie Turner (USA)       | Elisa Roner (ITA)         |